# شبكة خطية مرمزة

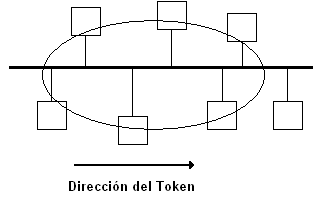
تمرير الرمز في شبكة خطية مرمزة

الشبكة الخطية المرمزة (بالإنجليزية: Token bus network) عبارة عن شبكة تنفذ بروتوكول حلقة مرمزة عبر حلقة افتراضية على كبل محوري. في هذه الشبكة ترتبط المحطات بمسار بيانات واحد وتستخدم المرور الرمزي كوسيلة لتنظيم حركة مرور الإشارات في الخط، يتم تمرير الرمز المتحكم في حق نقل الإشارة حول عُقد الشبكة من محطة إلى أخرى، وتحتفظ كل محطة بالرمز لفترة وجيزة من الزمن، بحيث تستطيع هي فقط نقل المعلومات، إذا لم يكن لدى العقدة أي شيء لإرساله، فسيتم تمرير الرمز إلى العقدة التالية في الحلقة الافتراضية. وينتقل الرمز حسب الأولوية من المحطة صاحبة الأولوية إلى المحطة التي تليها. وبصفة أساسية فإن الرمز يدور عبر الشبكة في حلقة منطقية أكثر من كونها حلقة مادية. يجب أن تعرف كل عقدة عنوان جارتها في الحلقة، لذلك يلزم وجود بروتوكول خاص لإخطار العُقد الأخرى بالاتصالات بالحلقة وقطع الاتصال بها.
تم إنشاء بروتوكول الشبكة الخطية المرمزة للجمع بين فوائد الشبكة الخطية الفعلية وبروتوكول الوصول الحتمي لشبكة الحلقة المرمزة.
وصفت شبكات المرور الرمزي وفقًا لمعيار آي تربل إي 802.4. استخدمت بشكل رئيسي للتطبيقات الصناعية بواسطة جنرال موتورز في جهود توحيد بروتوكول أتمتة التصنيع (MAP). هذا تطبيق للمفاهيم المستخدمة في شبكات الحلقة المرمزة. والفرق الرئيسي هو أن نهايات الشبكة الخطية لا تلتقي لتشكل حلقة مادية.
من أجل ضمان تأخير الحزمة ونقلها في بروتوكول الشبكة الخطية المرمزة، تم اقتراح ناقل مرمز (Token) معدل في أنظمة أتمتة التصنيع ونظام التصنيع المرن (FMS).
تم تطوير وسيلة لنقل بروتوكول الإنترنت عبر شبكات آي تربل إي 802، بما في ذلك شبكات الناقلات الرمزية.
تم حل مجموعة عمل آي تربل إي 802.4 وتم سحب المعيار من قبل معهد مهندسي الكهرباء والإلكترونيات.